# Nicolaas Cannius
Nicolaas Cannius (Amsterdam, ca. 1504 – Spaarnwoude, 1555) was een Nederlands humanist, priester en schrijver. Hij stond bekend om zijn band met Desiderius Erasmus, voor wie hij zes jaar als kopiist werkte. Cannius was, samen met zijn stadsgenoten Alardus van Amsterdam en Cornelius Crocus, een voorvechter van het humanisme in Amsterdam.
Nicolaas Johannis Can of Kan werd vermoedelijk geboren in een welgestelde familie, en was verwant aan de familie Occo. Hij werd op 14 mei 1524 ingeschreven aan de universiteit van Leuven en studeerde onder Conrad Goclenius, Rutgerus Rescius en Fortius Ringelbergius en behaalde op 14 mei 1524 zijn doctorsgraad, gelijktijdig met Cornelius Crocus. Goclenius stuurde hem in de zomer van 1524 waarschijnlijk naar Erasmus.
Cannius werd door Erasmus in Bazel aangenomen als zijn assistent, vooral om Griekse handschriften te kopiëren. Hij reisde tweemaal naar de Nederlanden en Engeland om correspondentie van Erasmus te bezorgen en op te halen. Erasmus schreef hem voor zijn vertrek naar Engeland in 1527 een geestige brief met aanbevelingen voor zijn verblijf in Londen en zijn omgang met voorname en geleerde mannen. Cannius vergezelde Erasmus in 1529 naar Freiburg.
Na zes jaar in dienst van Erasmus te zijn geweest keerde Cannius in 1530 naar Holland terug om zich tot priester te laten wijden. In 1532 werd hij benoemd tot rector van het Begijnhof te Amsterdam, en later tot pastoor van de Nieuwe Kerk. Hij werd tevens genoemd als bestuurder van het Ursulinenklooster. In 1541 hielp hij Alardus van Amsterdam bij het redden van diens boekenverzameling uit een brand in het Sint-Mariaklooster in de Nes. 
Cannius overleed in 1555, vermoedelijk als pastoor in Spaarnwoude. Hij was een scherpzinnig en geestig man, zoals blijkt uit zowel het getuigenis van Erasmus als uit zijn overgeleverde puntdichten. Zijn portret, geschilderd in 1534 door Dirck Jacobszn, bevond zich in de pastorie van het Begijnhof in Amsterdam. 
- Biografisch Portaal: 26458089
- Digitale Bibliotheek voor de Nederlandse Letteren: cann020
- Gemeinsame Normdatei: 1168496950
- Virtual International Authority File: 4153893605702291186